# Shu Han
Shu Han (xinès tradicional: 蜀漢, pinyin: Shǔ Hàn), de vegades anomenat com el Regne de Shu (蜀 shǔ), va ser un dels Tres Regnes competint pel control de la Xina després de la caiguda de la dinastia Han, l'estat va estar situat en els voltants de Sichuan que es coneixia llavors com Shu. Alguns historiadors sostenen que és la darrera dinastia Han perquè Liu Bei està directament relacionat amb la sobirania dels Han. Els altres dos estats van ser Cao Wei, al centre i nord de la Xina, i Wu Oriental al sud i sud-est de la Xina.

## Figures importants
- Chen Dao
- Chen Shi
- Chen Shou
- Chen Zhen
- Deng Zhi
- Dong Yun
- Emperadriu Wu
- Emperadriu Zhang (anterior)
- Emperadriu Zhang (posterior)
- Fa Zheng
- Fei Yi
- Fu Qian
- Fu Shiren
- Fu Tong
- Guan Ping
- Guan Xing
- Guan Yu
- Huang Zhong
- Jiang Wan
- Jiang Wei
- Jian Yong
- Liao Hua
- Liu Bei
- Liu Feng
- Liu Pi
- Liu Shan
- Ma Chao
- Ma Dai
- Ma Liang
- Ma Su
- Mi Fang
- Mi Zhu
- Pang Tong
- Sun Qian
- Wang Ping
- Wei Yan
- Xiahou Ba
- Xu Shu
- Yan Yan
- Zhang Bao
- Zhang Fei
- Zhao Yun
- Zhuge Liang

## Sobirans de Shu Han221–263
| Noms a títol pòstum                         | Nom familiar (en negreta) i primer nom | Duració dels seus regnats | Nom d'era i el seu rang d'anys                                                         |
| ------------------------------------------- | -------------------------------------- | ------------------------- | -------------------------------------------------------------------------------------- |
| Convenció: usa primer noms i noms familiars |                                        |                           |                                                                                        |
| Zhaolie (昭烈 Zhāoliè)                      | Liu Bei (劉備)                         | 221-223                   | Zhāngwǔ (章武) 220-223                                                                 |
| Xiaohuai (孝懷 Xiàohuái)                    | Liu Shan (劉禪)                        | 223-263                   | Jiànxīng (建興) 223-237 Yánxī (延熙) 238-257 Jǐngyào (景耀) 258-263 Yánxīng (炎興) 263 |